# Tiszakarád, Borsod-Abaúj-Zemplén
Tiszakarád este un sat în districtul Cigánd, județul Borsod-Abaúj-Zemplén, Ungaria, având o populație de 2.625 de locuitori (2011). 

## Demografie
Componența etnică a satului Tiszakarád
     Maghiari (75,64%)
     Romi (24,02%)
     Necunoscut (0,13%)
     Alții (0,2%)
Componența confesională a satului Tiszakarád
     Reformați (57,18%)
     Romano-catolici (11,2%)
     Fără religie (4,8%)
     Greco-catolici (3,16%)
     Necunoscută (23,47%)
     Atei (0,19%)
     Alte religii (1,45%)
Conform recensământului din 2011, satul Tiszakarád avea 2.625 de locuitori. Din punct de vedere etnic, majoritatea locuitorilor (75,64%) erau maghiari, cu o minoritate de romi (24,02%). Apartenența etnică nu este cunoscută în cazul a 0,13% din locuitori.  Din punct de vedere confesional, majoritatea locuitorilor (57,18%) erau reformați, existând și minorități de romano-catolici (11,2%), persoane fără religie (4,8%) și greco-catolici (3,16%). Pentru 23,47% din locuitori nu este cunoscută apartenența confesională.